# Radek Smoleňák
Radek Smoleňák (ur. 3 grudnia 1986 w Pradze) – czeski hokeista. Reprezentant Czech.

## Kariera
- HC Kladno U18 (2000-2003)
- HC Kladno U20 (2003-2004)
- Kingston Frontenacs (2004-2006)
- Springfield Falcons (2006)
- Johnstown Chiefs (2006-2007)
- Norfolk Admirals (2007-2010)
  -  Mississippi Sea Wolves (2008)
  -  Tampa Bay Lightning (2008)
  -  Chicago Blackhawks (2009)
  -  Abbotsford Heat (2009)
- Sparta Praga (2010-2011)
- HC Kladno (2011)
- Ässät (2011-2012)
- Pelicans (2012)
- Torpedo Niżny Nowogród (2012-2013)
- Timrå (2013)
- Pelicans (2013)
- Jugra Chanty-Mansyjsk (2013-2014)
- TPS (2014)
- MODO (2014-2015)
- KHL Medveščak Zagrzeb (2015-2016)
- Slovan Bratysława (2016-2017)
- Mountfield Hradec Králové (2017-2018)
- Rapperswil-Jona Lakers (2018)
- Mountfield Hradec Králové (2018-)

Wychowanek HC Kladno. Grał w juniorskich ligach w Czechach. W 2003 wyjechał do Kanady i przez dwa sezony grał w juniorskich rozgrywkach OHL w ramach CHL. W drafcie NHL z 2005 został wybrany przez Tampa Bay Lightning. Następnie od 2006 do 2010 grał głównie w lidze AHL, a także ECHL oraz wystąpił w kilku meczach NHL. Następnie powrócił do Europy i grał w rozgrywkach czeskiej ekstraligi, fińskiej SM-liiga, szwedzkiej Elitserien, rosyjskiej KHL. Od listopada 2013 zawodnik Jugry Chanty-Mansyjsk. Od maja 2014 zawodnik TPS. Od końca grudnia 2014 do czerwca 2015 zawodnik MODO. Od czerwca 2015 był graczem Medveščaka Zagrzeb. Od maja 2016 do początku grudnia 2017 zawodnik Slovana Bratysława. Od grudnia 2017 zawodnik HC Hradec Králové. W październiku 2018 przeszedł do Rapperswil-Jona Lakers. W listopadzie 2018 powrócił do Hradec Kralove. W styczniu 2020 przedłużył tam kontrakt o rok.
Uczestniczył w turnieju mistrzostw świata w 2015.

## Sukcesy
Reprezentacyjne
- Brązowy medal mistrzostw świata juniorów do lat 18: 2004

Klubowe
- Złoty medal mistrzostw Czech do lat 18: 2003 z HC Kladno
- Złoty medal mistrzostw Czech do lat 20: 2004 z HC Kladno
- Srebrny medal mistrzostw Finlandii: 2012 z Pelicans

Indywidualne
- CHL (2004/2005): CHL Top Prospects Game
- SM-liiga (2011/2012):
  - Drugie miejsce w klasyfikacji strzelców w fazie play-off: 8 goli[12]
  - Siódme miejsce w klasyfikacji kanadyjskiej w fazie play-off: 11 punktów[13]